# Krempe
Krempe (dolnoniem. Kremp) – miasto w Niemczech, w kraju związkowym Szlezwik-Holsztyn, w powiecie Steinburg, siedziba urzędu Krempermarsch.

## Współpraca
- Gramzow, Brandenburgia
- Rychliki, Polska
- Sankt Martin im Sulmtal, Austria[1]